# 고무산역
고무산역(古茂山驛)은 조선민주주의인민공화국 함경북도 부령군 고무산로동자구에 위치한 함북선의 철도역이다. 고무산역을 기점으로 함경북도 무산군의 무산역까지 가는 무산선이 본 역에서 분기된다.